# کیم کمپبل
کیم کمپبل (انگلیسی: Kim Campbell؛ زاده ۱۰ مارس ۱۹۴۷) یک سیاست‌مدار اهل کانادا است که نوزدهمین نخست‌وزیر کانادا از ژوئن تا نوامبر ۱۹۹۳ بود. کمپبل اولین و تنها نخست‌وزیر زن کانادا است. پیش از آنکه به عنوان آخرین نخست‌وزیر حزب محافظه‌کار پیشرو (PC) منصوب شود، او همچنین اولین زنی بود که به عنوان وزیر دادگستری در تاریخ کانادا خدمت کرد و اولین زنی بود که وزیر دفاع در یک کشور عضو ناتو شد.